# Pallas' rietgors
De Pallas' rietgors (Emberiza pallasi) is een zangvogel uit de familie van gorzen (Emberizidae).

## Verspreiding en leefgebied
Deze soort telt vier ondersoorten:
- E. p. pallasi: het zuidelijke deel van Centraal-Siberië, noordelijk Mongolië en noordoostelijk China.
- E. p. minor: van centraal Siberië tot zuidoostelijk Rusland.
- E. p. polaris: van noordoostelijk Europees Rusland tot Kamtsjatka.
- E. p. lydiae: noordwestelijk, centraal en noordoostelijk Mongolië.